# 田中麻里
田中 麻里（たなか まり、1968年2月 - ）は、日本の住居学者・教育学者。群馬大学准教授。専門は住居学・建築学。博士（工学）（京都大学、2003年）。

## 略歴

### 学歴
- 1990年3月　奈良女子大学家政学部住居学科卒業　（家政学修士）
- 1998年3月　京都大学大学院工学研究科建築学専攻単位取得満期退学

### 職歴
- 1991年 - 1992年　京都府立桂高等学校非常勤講師
- 1993年　アジア工科大学大学院（タイ）助手　（理学修士）
- 1998年4月　群馬大学教育学部家政専攻講師
- 2002年4月　群馬大学教育学部家政専攻助教授
- 2003年 - 2004年　ロンドン大学開発計画学科客員研究員文部科学省在外研究員
- 2005年4月　群馬大学教育学部家政専攻助教授
- 2007年4月　群馬大学教育学部家政専攻准教授

現在は群馬大学教育学部学校教育講座家政専攻准教授。主に住居学の講義を開き、学生に研究の支援をしている。

## 専門分野
住居学・建築学
- 『タイにおける住居に関する研究』
- 『子どもと住まい教育に関する研究 （住まいと教育）』
- 『地域性を活かした住居の再生（町づくりに関する研究）』

## 著書・論文

### 著書
- 『富弘美術館　コンセプト＆ガイド』　鹿島出版会 （2005年）
- 『世界住居誌　昭和堂』 （2005年）
- 『タイの住まい』　圓津喜屋 （2006年）

### 論文
- 『バンコクにおける建設労働者のための仮設居住地の実態と環境整備のあり方に関する研究』

日本建築学会計画系論文集 （学術雑誌、1996年）
- 『ルーマー・ススン・ソンボ(スラバヤ・インドネシア)の共用空間利用に関する考察』

日本建築学会計画系論文集 （学術雑誌、1997年）
- 『トゥンソンホン計画住宅地(バンコク)におけるコアハウスの増改築プロセスに関する考察』

日本建築学会計画系論文集 （学術雑誌、1998年）
- 『住宅供給の変遷からみたバンコクの都市住宅類型』

日本建築学会計画系論文集 （学術雑誌、2001年）

## 所属学会
- 日本建築学会